# 나도현
나도현(羅度玄, 1983년 9월 8일 ~ )은 대한민국의 전직 스타크래프트 프로게이머이다. 스타테일트라우맨라는 아이디를 사용하며, 종족은 테란이다.

## 스타크래프트
2001년부터 프로게이머 활동을 시작하였으며, 2002년 9월 한빛 스타즈(현 웅진 스타즈)에 입단하였다.
2005년 3월 18일 한빛 스타즈에서 팬택앤큐리텔 큐리어스 (현 위메이드 폭스)로 이적했다.

#### 나도현과 벙커링
임요환과 함께 벙커링 전략으로 많은 화제와 논란을 불러일으킨 주인공. NHN 한게임배 온게임넷 스타리그에 출전한 나도현은, 소위 '알고도 못막는 벙커링' 전략을 줄기차게 선보이며 4강까지 진출했다. 특히 공개석상에서 '저그가 앞마당을 가져가면 벙커링을 한다'라고 공언하는 등 대회 내내 수많은 화제를 몰고 다녔고, 스타 관련 커뮤니티마다 벙커링의 사기성에 대한 논란으로 불을 지폈다. 벙커링으로 4강에 진출한 후에는 전태규에게 0:3으로 무기력하게 셧아웃당하며, 실력에 대한 의문까지 더하여 논란을 더욱 키웠다. 하지만 다음 대회인 질레트배 스타리그에서는 (우여곡절이 있었지만)벙커링에 의존하지 않고 4강에 다시 진출하여 박정석과 희대의 명경기를 연출하는 등 게임 실력에 대한 논란을 잠재우는 데 성공했다.

#### 실신 사건
2004년 5월 14일 질레트 스타리그 16강전 C조 경기에서 박태민과의 경기를 위해 경기석에 앉은 나도현은 몸상태가 좋지 않다고 호소하며 경기에 조인하지 못하던 중 갑자기 실신하고 말았다. 더 이상 경기 진행이 불가능한 상태로 몰수패가 선언될 수 있었으나, 박태민 측의 의사로 후에 재경기가 치러졌고, 재경기에서는 나도현이 승리했다. 당시 나도현에게 비난의 화살이 쏟아지기도 했지만, 실신의 원인이 영양부족으로 인한 폐렴으로 알려지자 당시 열악했던 선수들의 연습환경과 처우에 대한 논쟁이 벌어지기도 했다. 이후 좋지 않은 컨디션을 극복해 가며 4강에 진출, 2연속 스타리그 4강 진출에 성공했다.

#### 쌈바테란 사건
WCG 2005에 한국대표로 출전한 나도현은 예선에서 브라질 대표선수와 경기를 치르게 되었다. 상대를 얕잡아본 나도현은 SCV로 정찰에 성공하자 상대의 본진에서 소위 'SCV 댄스'를 추는 등 여유를 부리다가 상대방의 강한 공격에 허무하게 패하고 말았다. 관련 커뮤니티들은 일제히 들끓었고, 숙소에 자신의 여자친구를 끌어들인 일과 연관지어 나도현의 정신자세에 대한 엄청난 비난이 쏟아졌다. '쌈바테란'이라는 별명은 SCV로 쌈바춤을 추다 졌다거나, 쌈바춤의 나라(브라질) 대표선수에게 졌다는 등으로 해석할 수 있다. 대회에서 이재훈이 우승하며 비난은 일단 잠잠해졌지만 이후 나도현은 계속 하향세를 걸었고, 결국 은퇴하기에 이른다.

#### 공군 지원 실패와 은퇴
나도현은 2008년 7월 1일부터 시작된 공군 e스포츠병 모집에 지원할 계획이었으나 3개월 전에 7월 7일자로 입영 통지서가 발부됐기 때문에 입영 규정상 입대가 불가피하게 됐다. 7월 7일 입대인 나도현의 경우 병무청 입영 규정에 따르면 2일까지 입영 연기를 신청하면 현역 입영을 연기하고 공군 e스포츠병 모집에 지원할 수 있었다. 하지만 나도현은 이미 학업 등의 사유로 입영 연기를 신청한 기록이 있고 더 이상 연기할 사유가 없어 입영 연기 신청을 하지 못했다. 이에 따라 나도현은 오는 7일 충남 논산훈련소로 현역 입대하게 되며 공군 e스포츠병 모집 지원이 불가능하게 됐고, 현역 입대와 함께 사실상 은퇴하게 되었다.

## 에피소드
영화 제니, 주노에서 특별출연하였는데, 주연 김혜성과 대결해서 패배 했었다.

## 스타크래프트 II
2010년 군에서 전역하였으며 스타테일에 입단 후 스타크래프트 II 게이머로 활동. 2011년 5월 은퇴하였다.

## 수상,주요 경력
- 2002년 해태배 루키최강전 1위
- 2003년 TG 삼보 MSL 16강
- 2003년 WCG (World Cyber Games) 2003 한국대표선발전 스타크래프트 부문 3위
- 2003년 WCG 2003 스타크래프트 종목 그랜드파이널 4위
- 2004년 NHN 한게임 온게임넷 스타리그 3위
- 2004년 질레트 스타리그 4위
- 2004년 스카이 프로리그 2004 1라운드 결승전 공동 MVP (김선기/나도현)
- 2005년 CKCG 2005 스타크래프트 부문 4강

## 같이 보기
- 포모스